# FA Cup 1884-1885
La FA Cup 1884-85 fu la quattordicesima edizione del torneo calcistico più vecchio del mondo. Vi presero parte 114 compagini, 14 in più dell'anno precedente, ma 9 squadre non giocarono alcun incontro.

## Primo turno
| Squadra locale          | Punteggio                              | Squadra ospite          | Data             |
| ----------------------- | -------------------------------------- | ----------------------- | ---------------- |
| Darwen                  | 11-0                                   | Bradshaw                | 11 ottobre 1884  |
| Dulwich                 | 3-2                                    | Pilgrims                | 8 novembre 1884  |
| Grantham                | 1-1                                    | Grimsby Town            | 25 ottobre 1884  |
| Reading                 | 2-0                                    | Rochester               | 8 novembre 1884  |
| Marlow                  | 10-1                                   | Royal Engineers         | 8 novembre 1884  |
| Maidenhead              | 0-3                                    | Old Wykehamists         | 8 novembre 1884  |
| Clapham Rovers          | 3-3                                    | Hendon                  | 8 novembre 1884  |
| Queen's Park            | Qualificati per ritiro dell'avversaria | Stoke                   |                  |
| Uxbridge                | 1-3                                    | Hotspur                 | 8 novembre 1884  |
| Swifts                  | 3-0                                    | Old Brightonians        | 8 novembre 1884  |
| Druids                  | 6-1                                    | Liverpool Ramblers      | 8 novembre 1884  |
| Notts County            | 2-0                                    | Notts Olympic           | 8 novembre 1884  |
| Old Foresters           | 8-0                                    | Hoddesdon Town          | 1º novembre 1884 |
| Nottingham Forest       | 5-0                                    | Rotherham Town          | 8 novembre 1884  |
| Romford                 | 3-2                                    | Clapton                 | 1º novembre 1884 |
| Brentwood               | 2-0                                    | Barnes                  | 8 novembre 1884  |
| Henley                  | Direttamente al turno successivo       |                         |                  |
| West End                | 3-3                                    | Upton Park              | 8 novembre 1884  |
| Blackburn Rovers        | 11-0                                   | Rossendale              | 11 ottobre 1884  |
| Hanover United          | 1-0                                    | Reading Minster         | 8 novembre 1884  |
| Aston Villa             | 4-1                                    | Wednesbury Town         | 1º novembre 1884 |
| Acton                   | 1-7                                    | Old Carthusians         | 8 novembre 1884  |
| Blackburn Olympic       | 12-0                                   | Oswaldtwistle Rovers    | 11 ottobre 1884  |
| Staveley                | 4-1                                    | Notts Rangers           | 8 novembre 1884  |
| Sheffield Heeley        | 1-0                                    | Notts Wanderers         | 8 novembre 1884  |
| Accrington              | 3-0 Accrington squalificato            | Southport Central       | 11 ottobre 1884  |
| Lockwood Brothers       | 0-3                                    | Sheffield               | 8 novembre 1884  |
| Darwen Ramblers         | 1-2                                    | Fishwick Ramblers       | 1º novembre 1884 |
| Chatham                 | Qualificati per ritiro dell'avversaria | Windsor Home Park       |                  |
| South Shore             | Qualificati per ritiro dell'avversaria | Rawtenstall             |                  |
| Chesterfield Spital     | Direttamente al turno successivo       |                         |                  |
| Aston Unity             | 0-5                                    | Mitchell St George's    | 1º novembre 1884 |
| Macclesfield Town       | 9-0                                    | Hartford St John's      | 8 novembre 1884  |
| South Reading           | 4-1                                    | Casuals                 | 8 novembre 1884  |
| Walsall Swifts          | 0-0                                    | Stafford Road           | 8 novembre 1884  |
| Lower Darwen            | 4-1                                    | Halliwell               | 11 ottobre 1884  |
| Old Westminsters        | 6-0                                    | Bournemouth Rovers      | 1º novembre 1884 |
| Redcar                  | 3-1                                    | Sunderland              | 8 novembre 1884  |
| Wrexham Olympic         | 1-0                                    | Goldenhill              | 18 ottobre 1884  |
| Bolton Association      | Qualificati per ritiro dell'avversaria | Astley Bridge           |                  |
| Hull Town               | 1-5                                    | Lincoln City            | 1º novembre 1884 |
| Wolverhampton Wanderers | 0-0                                    | Derby St Luke's         | 8 novembre 1884  |
| Derby Midland           | 1-2                                    | Wednesbury Old Athletic | 8 novembre 1884  |
| Hurst                   | 2-3                                    | Church                  | 18 ottobre 1884  |
| Crewe Alexandra         | 2-1                                    | Oswestry                | 8 novembre 1884  |
| Long Eaton Rangers      | 0-1                                    | Sheffield Wednesday     | 8 novembre 1884  |
| Middlesbrough           | Qualificati per ritiro dell'avversaria | Grimsby District        |                  |
| Clitheroe Low Moor      | Qualificati per ritiro dell'avversaria | Blackburn Park Road     |                  |
| Birmingham Excelsior    | 2-0                                    | Small Heath Alliance    | 8 novembre 1884  |
| Leek                    | 4-3                                    | Northwich Victoria      | 8 novembre 1884  |
| Newark                  | 7-3                                    | Spilsby                 | 8 novembre 1884  |
| Witton                  | Qualificati per ritiro dell'avversaria | Clitheroe               |                  |
| Derby County            | 0-7                                    | Walsall Town            | 8 novembre 1884  |
| Derby Junction          | 1-7                                    | West Bromwich Albion    | 25 ottobre 1884  |
| Newtown                 | Qualificati per ritiro dell'avversaria | Stafford Rangers        |                  |
| Luton Wanderers         | 1-3                                    | Old Etonians            | 8 novembre 1884  |
| Chirk                   | 4-2                                    | Davenham                | 25 ottobre 1884  |
| Higher Walton           | 1-1                                    | Darwen Old Wanderers    | 11 ottobre 1884  |

### Ripetizioni
| Squadra locale       | Punteggio                              | Squadra ospite          | Data             |
| -------------------- | -------------------------------------- | ----------------------- | ---------------- |
| Grimsby Town         | 1-0                                    | Grantham                | 8 novembre 1884  |
| Hendon               | 6-0                                    | Clapham Rovers          | 22 novembre 1884 |
| Upton Park           | Qualificati per ritiro dell'avversaria | West End                |                  |
| Walsall Swifts       | 2-1                                    | Stafford Road           | 17 novembre 1884 |
| Derby St Luke's      | 4-2                                    | Wolverhampton Wanderers | 22 novembre 1884 |
| Darwen Old Wanderers | 4-1                                    | Higher Walton           | 8 novembre 1884  |

## Secondo turno
| Squadra locale       | Punteggio                        | Squadra ospite          | Data             |
| -------------------- | -------------------------------- | ----------------------- | ---------------- |
| Sheffield            | 4-1                              | Chesterfield Spital     | 6 dicembre 1884  |
| Queen's Park         | 2-1                              | Crewe Alexandra         | 6 dicembre 1884  |
| Upton Park           | 3-1                              | Reading                 | 6 dicembre 1884  |
| Swifts               | 3-2                              | South Reading           | 6 dicembre 1884  |
| Nottingham Forest    | 4-1                              | Sheffield Heeley        | 6 dicembre 1884  |
| Romford              | 3-0                              | Dulwich                 | 6 dicembre 1884  |
| Brentwood            | 2-2                              | Old Etonians            | 6 dicembre 1884  |
| Blackburn Rovers     | 3-2                              | Blackburn Olympic       | 6 dicembre 1884  |
| Hanover United       | 2-1                              | Old Foresters           | 29 novembre 1884 |
| Hotspur              | 1-2                              | Old Wykehamists         | 6 dicembre 1884  |
| Old Carthusians      | 5-3                              | Marlow                  | 6 dicembre 1884  |
| Sheffield Wednesday  | Direttamente al turno successivo |                         |                  |
| Staveley             | 0-2                              | Notts County            | 6 dicembre 1884  |
| Mitchell St George's | 2-2                              | Birmingham Excelsior    | 6 dicembre 1884  |
| Chatham              | 1-0                              | Hendon                  | 6 dicembre 1884  |
| Grimsby Town         | 3-1                              | Redcar                  | 6 dicembre 1884  |
| Walsall Town         | 0-2                              | Aston Villa             | 6 dicembre 1884  |
| South Shore          | 2-3                              | Church                  | 6 dicembre 1884  |
| Macclesfield Town    | 1-5                              | Leek                    | 6 dicembre 1884  |
| Lower Darwen         | Direttamente al turno successivo |                         |                  |
| Old Westminsters     | 7-0                              | Henley                  | 6 dicembre 1884  |
| Southport Central    | 3-1                              | Clitheroe Low Moor      | 22 novembre 1884 |
| Middlesbrough        | 4-1                              | Newark                  | 6 dicembre 1884  |
| West Bromwich Albion | 4-2                              | Wednesbury Old Athletic | 6 dicembre 1884  |
| Witton               | Direttamente al turno successivo |                         |                  |
| Derby St Luke's      | 0-1                              | Walsall Swifts          | 6 dicembre 1884  |
| Darwen Old Wanderers | 7-2                              | Bolton Association      | 29 novembre 1884 |
| Fishwick Ramblers    | 0-2                              | Darwen                  | 22 novembre 1884 |
| Newtown              | 1-1                              | Druids                  | 20 dicembre 1884 |
| Lincoln City         | Direttamente al turno successivo |                         |                  |
| Chirk                | 4-1                              | Wrexham Olympic         | 29 novembre 1884 |

### Ripetizioni
| Squadra locale       | Punteggio | Squadra ospite       | Data             |
| -------------------- | --------- | -------------------- | ---------------- |
| Old Etonians         | 6-1       | Brentwood            | 20 dicembre 1884 |
| Mitchell St George's | 2-0       | Birmingham Excelsior | 20 dicembre 1884 |
| Druids               | 6-0       | Newtown              | 27 dicembre 1884 |

## Terzo turno
| Squadra locale       | Punteggio                        | Squadra ospite       | Data             |
| -------------------- | -------------------------------- | -------------------- | ---------------- |
| Darwen               | Direttamente al turno successivo |                      |                  |
| Old Etonians         | Direttamente al turno successivo |                      |                  |
| Swifts               | 1-1                              | Old Westminsters     | 3 gennaio 1885   |
| Druids               | 4-1                              | Chirk                | 10 gennaio 1885  |
| Old Wykehamists      | 2-1                              | Upton Park           | 3 gennaio 1885   |
| Notts County         | 5-0                              | Sheffield            | 3 gennaio 1885   |
| Romford              | Direttamente al turno successivo |                      |                  |
| Blackburn Rovers     | 5-0                              | Witton               | 22 dicembre 1884 |
| Hanover United       | 0-2                              | Chatham              | 3 gennaio 1885   |
| Aston Villa          | 0-0                              | West Bromwich Albion | 3 gennaio 1885   |
| Old Carthusians      | Direttamente al turno successivo |                      |                  |
| Sheffield Wednesday  | 1-2                              | Nottingham Forest    | 3 gennaio 1885   |
| Mitchell St George's | 2-3                              | Walsall Swifts       | 10 gennaio 1885  |
| Grimsby Town         | 1-0                              | Lincoln City         | 3 gennaio 1885   |
| Church               | 10-0                             | Southport Central    | 3 gennaio 1885   |
| Lower Darwen         | 4-2                              | Darwen Old Wanderers | 20 dicembre 1884 |
| Middlesbrough        | Direttamente al turno successivo |                      |                  |
| Leek                 | 2-3                              | Queen's Park         | 3 gennaio 1885   |

### Ripetizioni
| Squadra locale       | Punteggio | Squadra ospite   | Data            |
| -------------------- | --------- | ---------------- | --------------- |
| Old Westminsters     | 2-2       | Swifts           | 14 gennaio 1885 |
| Swifts               | 2-1       | Old Westminsters | 21 gennaio 1885 |
| West Bromwich Albion | 3-0       | Aston Villa      | 10 gennaio 1885 |

## Quarto turno
| Squadra locale       | Punteggio | Squadra ospite    | Data            |
| -------------------- | --------- | ----------------- | --------------- |
| Queen's Park         | 7-0       | Old Wykehamists   | 17 gennaio 1885 |
| Old Etonians         | 5-2       | Middlesbrough     | 24 gennaio 1885 |
| Swifts               | 0-1       | Nottingham Forest | 24 gennaio 1885 |
| Blackburn Rovers     | 8-0       | Romford           | 17 gennaio 1885 |
| Old Carthusians      | 3-0       | Grimsby Town      | 24 gennaio 1885 |
| Chatham              | 1-0       | Lower Darwen      | 24 gennaio 1885 |
| Church               | 3-0       | Darwen            | 17 gennaio 1885 |
| Walsall Swifts       | 1-4       | Notts County      | 24 gennaio 1885 |
| West Bromwich Albion | 1-0       | Druids            | 24 gennaio 1885 |

## Quinto turno
| Squadra locale       | Punteggio                        | Squadra ospite  | Data            |
| -------------------- | -------------------------------- | --------------- | --------------- |
| Queen's Park         | Direttamente al turno successivo |                 |                 |
| Old Etonians         | Direttamente al turno successivo |                 |                 |
| Notts County         | Direttamente al turno successivo |                 |                 |
| Nottingham Forest    | Direttamente al turno successivo |                 |                 |
| Blackburn Rovers     | Direttamente al turno successivo |                 |                 |
| Chatham              | 0-3                              | Old Carthusians | 7 febbraio 1885 |
| Church               | Direttamente al turno successivo |                 |                 |
| West Bromwich Albion | Direttamente al turno successivo |                 |                 |

## Sesto turno
| Squadra locale       | Punteggio | Squadra ospite    | Data             |
| -------------------- | --------- | ----------------- | ---------------- |
| Old Etonians         | 0-2       | Nottingham Forest | 21 febbraio 1885 |
| Notts County         | 2-2       | Queen's Park      | 21 febbraio 1885 |
| Church               | 0-1       | Old Carthusians   | 14 febbraio 1885 |
| West Bromwich Albion | 0-2       | Blackburn Rovers  | 21 febbraio 1885 |

### Ripetizioni
| Squadra locale | Punteggio | Squadra ospite | Data             |
| -------------- | --------- | -------------- | ---------------- |
| Queen's Park   | 2-1       | Notts County   | 28 febbraio 1885 |

## Semifinali
| Squadra locale    | Punteggio | Squadra ospite  | Data          |
| ----------------- | --------- | --------------- | ------------- |
| Nottingham Forest | 1-1       | Queen's Park    | 14 marzo 1885 |
| Blackburn Rovers  | 5-1       | Old Carthusians | 7 marzo 1885  |

### Ripetizioni
| Squadra locale | Punteggio | Squadra ospite    | Data          |
| -------------- | --------- | ----------------- | ------------- |
| Queen's Park   | 3-0       | Nottingham Forest | 28 marzo 1885 |

## Finale
| Squadra locale   | Punteggio | Squadra ospite | Data          |
| ---------------- | --------- | -------------- | ------------- |
| Blackburn Rovers | 2-0       | Queen's Park   | 4 aprile 1885 |